# Джимбарр
Джимба́рр (химбарр, исп. Gimbarr [xĩmˈbar] от Gimnasia a Barra [xĩmˈna.sja a ˈba.ra] — Gim+Barr) — экстремальная гимнастика на турнике, зародилась в Колумбии. Включает в себя выполнение различных элементов и связок на турнике или системе турников (Е/барра а барра) находящиеся в одной плоскости. Большинство элементов имеют свою айдентику и встречаются только в джимбарре, но есть и такие, движения которых позаимствованы из других видов спорта и/или дисциплин: СГ, Аериал страпс, Брейкданс, Паркур и другие. Развивает скоростно-силовые и координационные возможности, а также гибкость. Занимаются джимбарром на уличных и зальных перекладинах. Человека, увлекающегося джимбарром, называют барриста (barrista, с исп. Barra). Часто занятия на турниках происходят коллективно, некоторые барриста объединяются в команды.

Широкое распространение получил в Колумбии, России, Украине, Казахстане, Белоруссии.

## Структурное деление джимбарра
Многочисленные элементы джимбарра можно разделить по категориям, которые в свою очередь делятся на группы/подгруппы/серии/подсерии. Номенклатура в джимбарре преимущественно на испанском языке.
- Хирос (исп. Giros) — элементы и трюки, преимущественно пришедшие из спортивной гимнастики, со своими положениями и движениями, все трюки технические и в себе имеют мах. Как правило, здесь всегда прямые руки, имеется оборот вокруг грифа, перелет или соскок. Сюда входят следующие группы:
  - Сол/Стакер — группа элементов, где основными движениями являются большие обороты с поворотами и без, а также большие обороты в висе сзади. (Soles, Lunas, Stucker, Quast, Soles Muertos и др.)
  - Семимортал/Кинта — группа элементов, где основными движениями являются большие обороты с близкими доп.движениями к грифу. (Semimortal, Endo, Quinta, Weiler и др.)
  - Буелос — группа элементов, где основными движениями являются с/без большого оборота перелеты или перемахи через гриф с сальто или без в зацеп. (Korbut, Epsilon, Jaeger и др.)
  - Акрос — группа элементов, где основными движениями являются контролируемые сходы на землю. (Caida, Mortal, Palmdrop и др.)[2]
- Фигурас (исп. Figuras) — это элементы и трюки, конечным положением которых могут является все положения (в том числе и нивелада, если не подходит по условиям для йойо). Сюда входят следующие группы:
  - Эскуадровые фигуры (Escuadra figuras) — это группа фигур, где основным движением является попадание в эскуадру из разных положений.
  - Омеговые фигуры (Omega figuras) — это группа фигур, где основным движением является скрут омеги в различные висы.
  - ЭДЭ (EdE — Entrada de Espaldas) фигуры — это группа фигур, где основным движением является подъём из заспинного положения, положение медио в одноручно двуручный задний упор.
  - ЭДП (EdP — Entrada de Pecho) фигуры — это группа фигур, где основным движением является подъём из виса, эскуадры в одноручный /двуручный передний упор.
  - Уно (Uno) — группа фигур, где основное движение выполняется одноручно в анкладо. Также есть двуручные версии с висов в анкладо.
  - Аполо (Apolo) — группа фигур, где основное движение выполняется одноручно из эскуадры в анкладо.
  - Синглы (Single) — группа фигур, где основное движение выполняется одноручно из эскуадры У в анкладо.
  - Демониос (Demonios) — это группа фигур, где основное движение может быть: спадом, подъёмом, спад-перелет, особенным движением. Условия, по которым элемент причисляется к демониос: а) Присутствует минимальный поворот на 180 градусов (кроме ниндзей) б) Основное движение выполняется одноручно в) Основное движение выполняется заспинно несмотря на гриф (кроме ниндзей) г) Конечные положения — очо, анкладо, кит, микс кит, гаутер, задний упор.
  - Кид (Kid) — группа фигур, где основное движение выполняется из стартовых положений задний вис, кидовис и медио в кит или анкладо.
  - Эсфера (Esfera) — группа фигур, которые начинаются с упоров и заканчиваются китом или анкладо. Обязательно выполнение полуоборота вперед или назад, а так же есть контакт ноги и руки. Руки держатся за гриф в момент полуоборота.
  - Ромпе бразо (Rompe Brazo) — группа фигур, в которых основное движение полуоборот на поколеньях и спад в конечное положение анкладо или кит.
  - Сальтадор/перезосо (Saltador/Perezoso) — группа элементов, где основное движение попадание в анкладо из положения М или другого анкладо.
  - Рио (Rio) — группа элементов, где основное движение спад из более высокого упора в более низкий одноручно/двуручно.
  - Кобры (Cobra) — группа элементов, где основным движением является подъём одной руки в анкладо из виса сзади.
  - Олимпо (Olimpo) — это группа фигур, где основное движение это одноручный подъём во флаг из положения медио.
  - Кит (Kit) — это группа фигур, где основное движение это разворот из анкладо в кит.
  - Кид а фуерса (Kid a Fuerza) — это группа фигур, где основным движением является двуручный подъём в кит из виса сзади, а так же обычных висов (в некоторых случаях).
  - Кандадо (Candado) — это группа фигур, где основным движением является фронтальный подъём в анкладо из положения виса с ногой или ногами.
  - Мортеро (Mortero) — это группа фигур, где основным движением является одноручный подъём в анкладо из виса сзади с ногой или ногами на руке.
  - Иглесия (Iglesia) — это группа фигур, где основным движением является заспинный подъём в анкладо через подтянутое положение или рэмбо.
  - Кракен (Kraken) — это группа фигур, где основным движением является заспинный подъём в анкладо через подтянутое положение или рэмбо с ногой ногами на руке.
  - Краxила (Kraxila) — это группа фигур, где основным движением является заспинный подъём анкладо с неосновной рукой в положении М с ногой/ногами.
  - Пандорум (Pandorum) — это группа фигур где основным движением является подгрифный подъём в анкладо из положения рэмбо.
  - Портела (Portela) — это группа фигур, где основным движением является подгрифный подъём в анкладо из подтянутого виса.
  - 500 — это группа фигур, где основным движением является подгрифный подъём в анкладо противоположеный стартовой стороне из подтянутого виса.
  - Нивеладные (Nivelada Anclada) — это группа фигур, где основным движением является подъём в анкладо из нивелады.
  - Эскударовые (Escuadra Anclada) — это группа фигур, где основным движением является подъём в анкладо из эскуадры.
  - Ильюсьон (Illusion) — это группа фигур, где основным движением является заспинный подъём в анкладо из виса с ногой/ногами на неосновной руке.
  - Сатан (Satan) — это группа фигур, где основным движением является из виса подъём в упор спереди/через.
  - Дестронкада (Destroncada) — это группа фигур, где основным движением является проворот плеч из виса в вис.
  - Миг (Mig) — это группа фигур, где основным движением является подъём из виса в положение омега херадедос, аквадор/криптадор, кандадо, зет.
  - Асендер/десендр (Ascender/Descender) — это группа фигур, где основным движением является подъём спад из положений с паузой в одноручно подтянутом висе и дальнейшей постановкой анкладо.
  - Нивелада (Niveladas) — это группа фигур, где основное движение непосредственно в нивеладе, в нивеладу из разных положений медленно + двух опорно.
  - Эстатикос (Estaticos) — это группа фигур, где основным движением является удержание тела горизонтально с помощью силы, в том числе висы на шее и на лопатках.
  - Парада (Parada) — это группа фигур, где основным движением является подъем тела в стойку на руках.
  - Алемана (Alemana) — это группа фигур, где основным движением является подъём с разгибом спереди/сзади.
  - Импульсо (Impulso) — это группа фигур, где основным движением является полуоборот в упор.
  - Кид супремо (Kid Supermo) — это группа фигур, где основным движением является подъём махом вперед в задний упор.
  - Минихиро (Minigiro) — это группа фигур, где основным движением является оборот без стойки на руках.[3]
- Йойос (исп. Yoyos) — элементы и трюки, где конечным положением является нивелада. Элемент является йойо, если присутствует одно из условий:
  - 1) Одноручное попадание в случае медленного выполнения.
  - 2) Двуручное/одноручное попадание в случае быстрого выполнения.
  - Сюда входят следующие группы:
  - Пого/суба (Pogo/Suba) — это группа йойос, где основным движением является спад в нивеладу с флага + идентичные движения из более высоких положений, то есть упора или седа.
  - Эскуадровые (Escuadra Yoyos) — это группа йойос, где основным движением является рывок из эскуадр в нивеладу.
  - Инфрамундовые (Inframundo) — это группа йойос, где основным движением является рывок из висов, смешанных висов в нивеладу.
  - Бумеранговые (Boomerang/Tensor Yoyos) — это группа йойос, где основным движением является рывок из вариантов подтянутого виса в нивеладу.
  - Флоровые (Flor Yoyos) — это группа йойос, где основным движением является рывок из виса сзади в нивеладу.
  - Импульсовые (Impulso Yoyos) — это группа йойос, где основным движением является спад из высоких положений, седа, передний задний упор и другие в нивеладу, эскуадру с дальнейшим рывком в нивеладу. Данные йойо делятся на те, где спад фронтальный, заспинный и эскуадровый.
  - Омеговые (Yoyos en Omega) — это группа йойос, где основным движением является рывок или спад со скрутом омеги в нивеладу.
  - Рэмбовые (Yoyo en Rambo) — это группа йойос, где основным движением является рывок из рэмбо в нивеладу.
  - Кобровые (Cobra en Yoyo) — это группа йойос, где основным движением является силовое попадание в нивеладу через кобру эн йойо.
  - Ипер (Hiper Yoyos) — это группа йойос, где основным движением является силовое попадание в нивеладу (без кобра эн йойо).
  - ФК (Fk Yoyos) — это группа йойос, где основным движением является раскрут ног из положения кандадо и его разновидностей и попадание в нивеладу.
  - Н (H/Codo Yoyos) — это группа йойос, где основным движением является рывок в нивеладу со спадом с локтя или сохранением его на грифе.
  - Медио (Medio Yoyos) — это группа йойос, где основным движением является спад из виса на подколеньях/акварио в нивеладу.
  - Трамп/Аеро (Trump/Aero Yoyos) — это группа йойос, где основным движением является попадание в нивеладу из/через эскуадру с помощью перехвата с проносом руки под корпусом.[4][5]

## Виды хватов в джимбарре
Хватов в джимбарре 20 + 1 однопалечный на среднем пальце. Схема хватов представлена здесь.
Список хватов:
- группа стандартных хватов: Normal, Seudo, Chalito, OverChalito, Cubital, Contrado, Apocalipsis
- группа муньечных захватов: Normal Muñeca, Seudo Muñeca, Cubital Muñeca, SemiContrado Muñeca, Chalito Muñeca
- группа эсидных захватов: Acid, Seudo Acid, Cubital Acid, SemiContrado Acid
- группа криптовых хватов: Aqua, Cripta, Ruben, Supercripta[6][7]

## Положения в джимбарре
В джимбарре существует порядка 70 самостоятельных положений без учета миксов а также около 100 модификаторов положений и движений. Положения делятся на:
- Упоры — где линия плеч выше уровня грифа
- Висы — где линия плеч ниже уровня грифа

Модификаторы представляют собой дополнительные условия, которые накладываются на положение или движение. Например это может быть условие скрестного захвата в положении или добавление ножного модификатора, или узла в ногах. Модификатором движения может быть например поворот или перехват.

## Развитие джимбарра
Джимбарр зародился в Колумбии. В столице страны — Боготе. В западной части города в районах Фантибон и Кеннеди, где несколько человек занимались на турниках, повторяя упражнения из гимнастики, но уже усложняя их на свой лад, изменяя их, делая акцент больше всего именно на гибкость. Самая первая видеозапись джимбарра датируется 1990 годом — Омар Бам Бам Химбарр 1990. В видео присутствовала нивелада, нивелада через трубу, эскуадра и другие трюки. Также на протяжении всех 90-х в Колумбии лучшим барриста считался Дэвид Цеспедес. Вместе со своими друзьями они активно тренировались и по уровню уже ушли гораздо дальше Омара. Также Дэвид успел записать обучающие видео и это были самые первые обучалки по джимбарру. В начале нулевых было временное затишье, а ближе к 2007 году на платформе Youtube начали потихоньку появляться видео, одни из первых, кто фигурировал в этих видео были Фабио Сепеда, Уилльям Стевен Сантана (ДрагонСамурай), Оскар Сепеда, Дэвид Диаз, Армандо Гарсия, Хулиан Акунья, Эль Гато, Хосе. Фабио с братом Оскаром, Гато и Даниель входили в легендарную колумбийскую команду — Ла Вьеха Гуардия. В 2009 году благодаря поддержке от правительства произошло самое крупное и массовое событие по джимбарру в Колумбии, да и вообще в мире на то время — Торнео 2009 (соревнования в которых приняли участие от 50 до 100 барриста в различных категориях), снимали репортажи и показывали по ТВ, брали интервью у Фабио Сепеды и других барриста.